# Аушра Аугустинавичуте
Аушра Аугустинавичуте (на литовски: Aušra Augustinavičiūtė) е видна литовска учена (икономистка, социоложка, психоложа), създателка на социониката.

## Биография
Родена е на 4 април 1927 година близо до Каунас, Литва, в семейството на книгоиздатели. Завършва Икономическия факултет на Вилнюския университет със специалност „Финанси“ през 1956 г.
След дипломирането си работи в Министерството на финансите на Литовската ССР. Преподава политикономия в училища във Вилнюс. Тя е декан на Факултета за семейни изследвания на Вилнюския университет през 1968 г.
Умира на 19 август 2005 година на 78-годишна възраст.

## Изследвания
През 1960-те години Аугустанавичуте е сред първите в Съветския съюз, които започват да изучават социология. Изучава също проблемите на семейните отношения, занимава се със сексология..
В началото на 1970-те години се запознава с типологията на Карл Юнг, психоанализата на Зигмунд Фройд и теорията за информационния метаболизъм на Антон Кемпински. Въз основа на тези теории, заедно с единомишленици, разработва теорията на социониката. В средата на 1980-те години се запознава с типологията на Майерс-Бригс въз основа на която развива соционическата теория.